# Billy Kerr
Billy Kerr (26 de fevereiro de 1945 — 14 de agosto de 2012) foi um ciclista irlandês que competiu no ciclismo nos Jogos Olímpicos de Verão de 1980, representando a Irlanda.